# Stechlin
Stechlin é um município da Alemanha, situado no distrito de Oberhavel, no estado de Brandemburgo. Tem 83,95 km² de área, e sua população em 2019 foi estimada em 1.192 habitantes.